# Hodinovka
Hodinovka, neboli hodinový běh, je atletickou disciplínou, řadící se mezi vytrvalecké běhy. Přesně 60 minut má závodník na to, aby uběhl po atletickém oválu co možná nejdelší vzdálenost. Neměří se tedy jako obvykle čas na předem dané distanci, ale naopak vzdálenost, uběhnutá za předem daný čas. 
V minulosti byly oba světové rekordy (mužský i ženský) dosažené na českém území (Zlatá Tretra v Ostravě), v roce 2007 zde Etiopan Haile Gebrselassie zaběhl za hodinu rovných 21 285 metrů, v roce 2008 pak Etiopanka Dire Tuneová 18 517 m.
Tyto časy však byly překonány na mítinku Diamantové ligy v Bruselu 4.9.2020. Novými držiteli jsou Brit Mohamed Farah a Nizozemka Sifan Hassanová.

## Vývoj světového rekordu
Muži
| Vzdálenost (m) | Jméno              | Datum        | Místo          |
| -------------- | ------------------ | ------------ | -------------- |
| 18 742         | Alfred Shrubb      | 5. 11. 1904  | Glasgow        |
| 19 021         | Jean Bouin         | 6. 7. 1913   | Stockholm      |
| 19 210         | Paavo Nurmi        | 7. 10. 1928  | Berlín         |
| 19 339         | Viljo Heino        | 30. 9. 1945  | Turku          |
| 19 558         | Emil Zátopek       | 15. 9. 1951  | Praha          |
| 20 052         | Emil Zátopek       | 29. 9. 1951  | Stará Boleslav |
| 20 190         | Bill Baillie       | 24. 8. 1963  | Auckland       |
| 20 232         | Ron Clarke         | 27. 10. 1965 | Geelong        |
| 20 664         | Gaston Roelants    | 28. 10. 1966 | Lovaň          |
| 20 784         | Gaston Roelants    | 20. 9. 1972  | Brusel         |
| 20 907         | Josephus Hermens   | 28. 9. 1975  | Papendal       |
| 20 944         | Josephus Hermens   | 1. 5. 1976   | Papendal       |
| 21 101         | Arturo Barrios     | 30. 3. 1991  | La Flèche      |
| 21 285         | Haile Gebrselassie | 27. 6. 2007  | Ostrava        |
| 21 330         | Mohamed Farah      | 4. 9. 2020   | Brusel         |

Ženy
| Vzdálenost (m) | Jméno            | Datum       | Místo          |
| -------------- | ---------------- | ----------- | -------------- |
| 18 084         | Silva Cruciatová | 2. 5. 1981  | Řím            |
| 18 340         | Tegla Loroupeová | 7. 8. 1998  | Borgholzhausen |
| 18 517         | Dire Tuneová     | 12. 6. 2008 | Ostrava        |
| 18 930         | Sifan Hassanová  | 4. 9. 2020  | Brusel         |

## Dlouhodobá tabulka ČR
Ženy
| Vzdálenost (m) | Jméno              |
| -------------- | ------------------ |
| 15 600         | Daniela Tomassová  |
| 15 602         | Eva Řeřichová      |
| 15 646         | Ivana Doubravová   |
| 15 804         | Jitka Bělohlávková |
| 15 880         | Ivana Martincová   |
| 16 007         | Taťána Metelková   |
| 16 239         | Hana Horáková      |
| 16 250         | Hana Haroková      |
| 16 422         | Ivana Sekyrová     |
| 16 445         | Vlasta Rulcová     |
| 17 089         | Mária Starovská    |